# John Litel
John Litel (ur. 30 grudnia 1892 w Albany, zm. 3 lutego 1972 w Woodland Hills) – amerykański aktor, odtwórca roli gubernatora w serialu Zorro (wersja Disneya z Guyem Williamsem z lat 1957–1959).

## Filmografia
- 1937: Życie Emila Zoli - Charpentier
- 1937: Fordanserki – Gordon, prawnik Vanninga
- 1937: Czarny legion - Tommy Smith
- 1938: Jezebel (film) - Jean La Cour
- 1938: Dr Clitterhouse - pan Monroe, prokurator
- 1939: Powrót doktora X - doktor Francis Flegg
- 1940: Złoto dla Południa - Thomas Marshall
- 1940: Szlak do Santa Fe - Martin
- 1940: Niewidzialny agent - John Gardiner
- 1943: Bohaterki Pacyfiku - doktor Harrison
- 1948: Koralowa wyspa - dyspozytor
- 1952: Scaramouche - doktor Dubuque
- 1958: Dom na łodzi - William Farnsworth
- 1961: Kochanku wróć - Williams
- 1961: Bonanza (serial) - burmistrz George Goshen
- 1965: Synowie Katie Elder - pastor
- 1966: Nevada Smith - lekarz